# Ayase-gawa
La rivière Ayase (綾瀬川, Ayase-gawa) est un cours d'eau du Japon.

## Géographie
La rivière Ayase longue de 47 km prend sa source sur la commune d'Okegawa (préfecture de Saitama) puis rejoint dans l'arrondissement Katsushika de Tokyo la rivière Naka. Cette dernière se jette dans le fleuve Ara, 2 km avant la baie de Tokyo.

## Aménagement

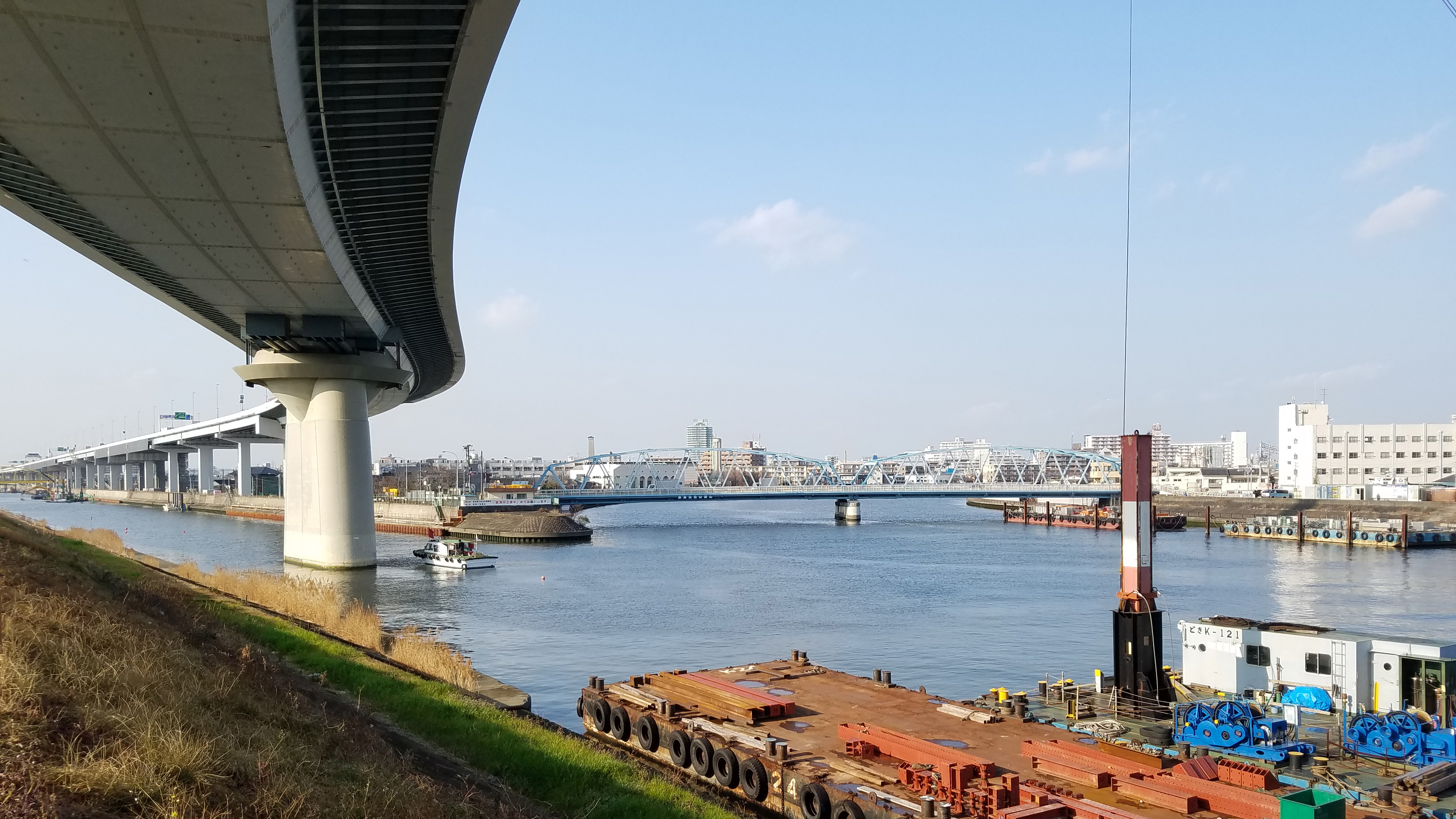
Confluence de l'Ayase-gawa et de la Naka-gawa à Tokyo.

Le cours de la rivière est aménagé à l’époque d’Edo (1603-1868), lorsque Edo (ancien nom de Tokyo) devient la capitale shogunale du Japon. Historiquement, la première partie de la rivière sert à l’irrigation et l’agriculture, le milieu et la fin à l’approvisionnement en eau de la population de Tokyo et au transport fluvial (la rivière Ayase permet notamment la liaison entre les fleuves Ara et Tone).
La rivière a provoqué plusieurs inondations importantes.

## Pollution

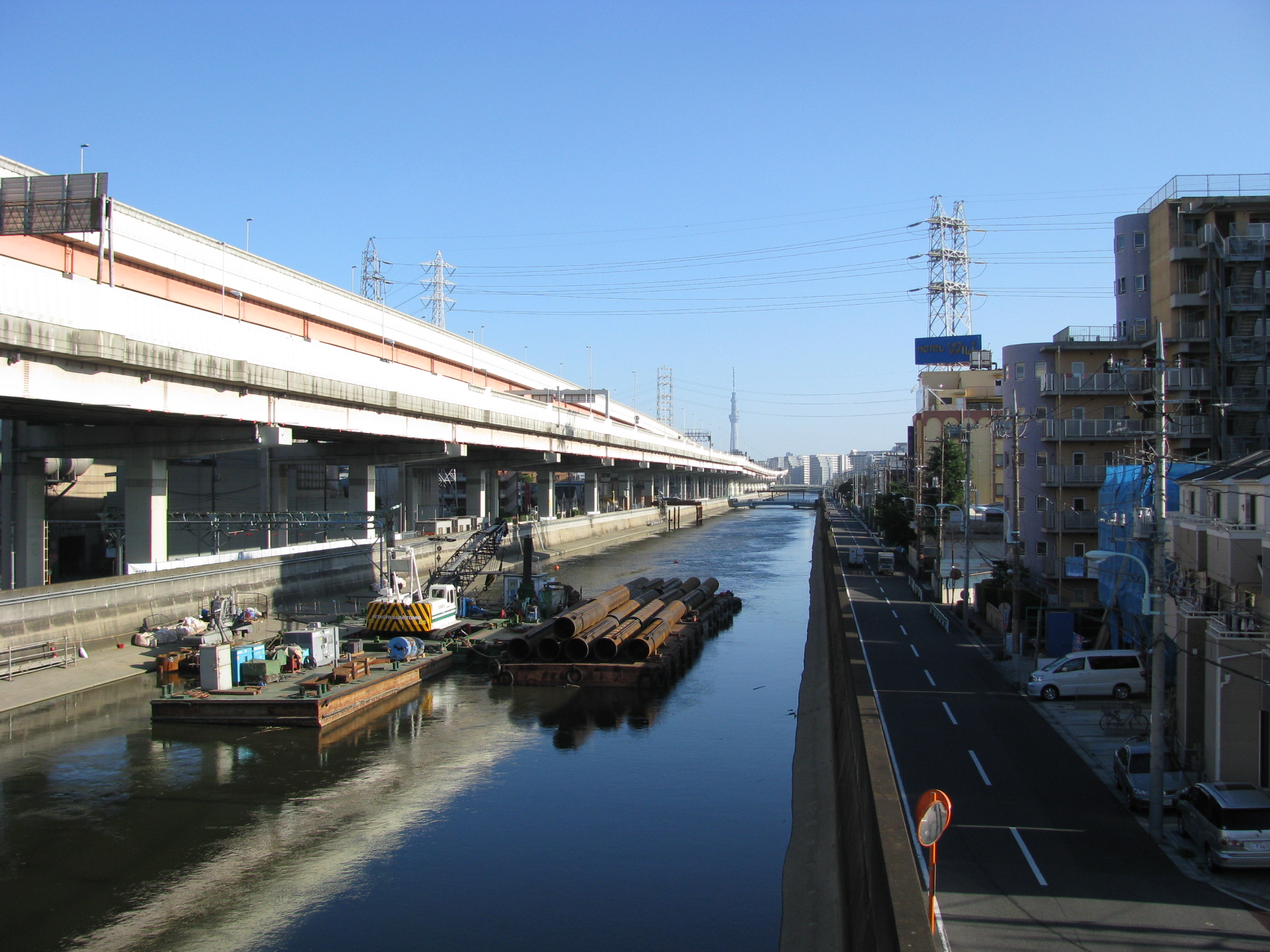
L'Ayase-gawa à Tokyo dans le quartier d'Adachi.

Des années 1960 aux années 1990, la rivière est la plus polluée du Japon, occupant vingt-cinq fois la tête du classement des cours d’eau les plus pollués entre 1972 et 2007. Ces pollutions sont dues à l’agriculture, à la densité de la population vivant à proximité du bassin ou des berges et à l’industrie. Cette situation entraîne les premiers projets de dépollution à la fin des années 1990 et durant les années 2000.

## Dans les arts
En art, la rivière est représentée par le célèbre peintre Hiroshige dans sa série des Cent vues d'Edo (estampe 63).